# Neuroptera
Neuroptera è un raggruppamento eterogeneo di Insetti olometaboli (Pterygota, Endopterygota, Oligoneoptera) e rappresentano l'unico ordine della sezione Neuropteroidea. La definizione sistematica è controversa: diversi Autori propongono infatti l'elevazione di questo ordine ad un rango tassonomico superiore, elevando a loro volta i sottordini al rango di ordine. Da un punto di vista evolutivo rappresentano le forme più primitive degli Olometaboli e mostrano affinità morfologiche con l'ordine degli Odonata che fanno presupporre una relazione filogenetica.

## Morfologia

### Adulti
I Neurotteri hanno un corpo generalmente di medie o piccole dimensioni, talvolta di grandi dimensioni, dall'esoscheletro poco consistente e dalla livrea poco vivace.
Il capo è libero e mobile, talvolta privo di ocelli, e con antenne relativamente lunghe. L'apparato boccale è masticatore, in alcune specie con leggere modifiche rispetto a quello tipico, come ad esempio l'eccezionale sviluppo delle mandibole. I lobi interni del labbro inferiore sono fusi a formare la ligula.

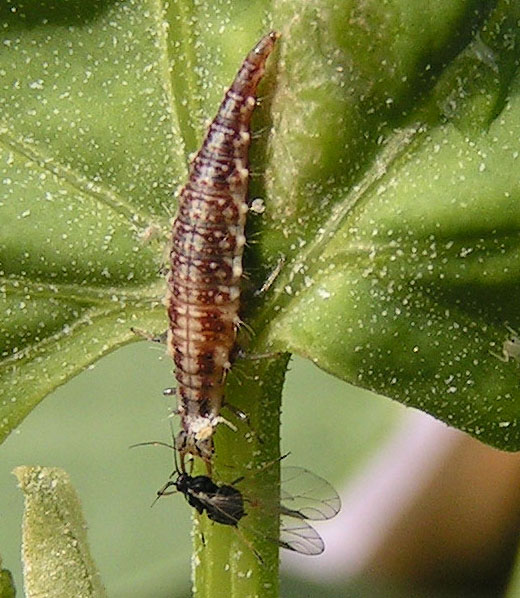
Larva di C. carnea con le caratteristiche mandibole atte a perforare e succhiare, nell'atto della predazione di un Afide.

Il torace è relativamente allungato, in particolare per lo sviluppo in lunghezza del protorace. Le ali sono quattro, trasparenti, con scarse differenze morfologiche fra le anteriori e le posteriori. Hanno una venatura abbondante in quanto le nervature longitudinali sono biforcate e sono connesse tra loro da numerose nervature trasversali. La forma è relativamente allungata, con la regione anale poco espansa. In riposo sono ripiegate a tetto sull'addome. Le zampe hanno tarsi di cinque segmenti; in alcuni Neurotteri quelle anteriori sono raptatorie.

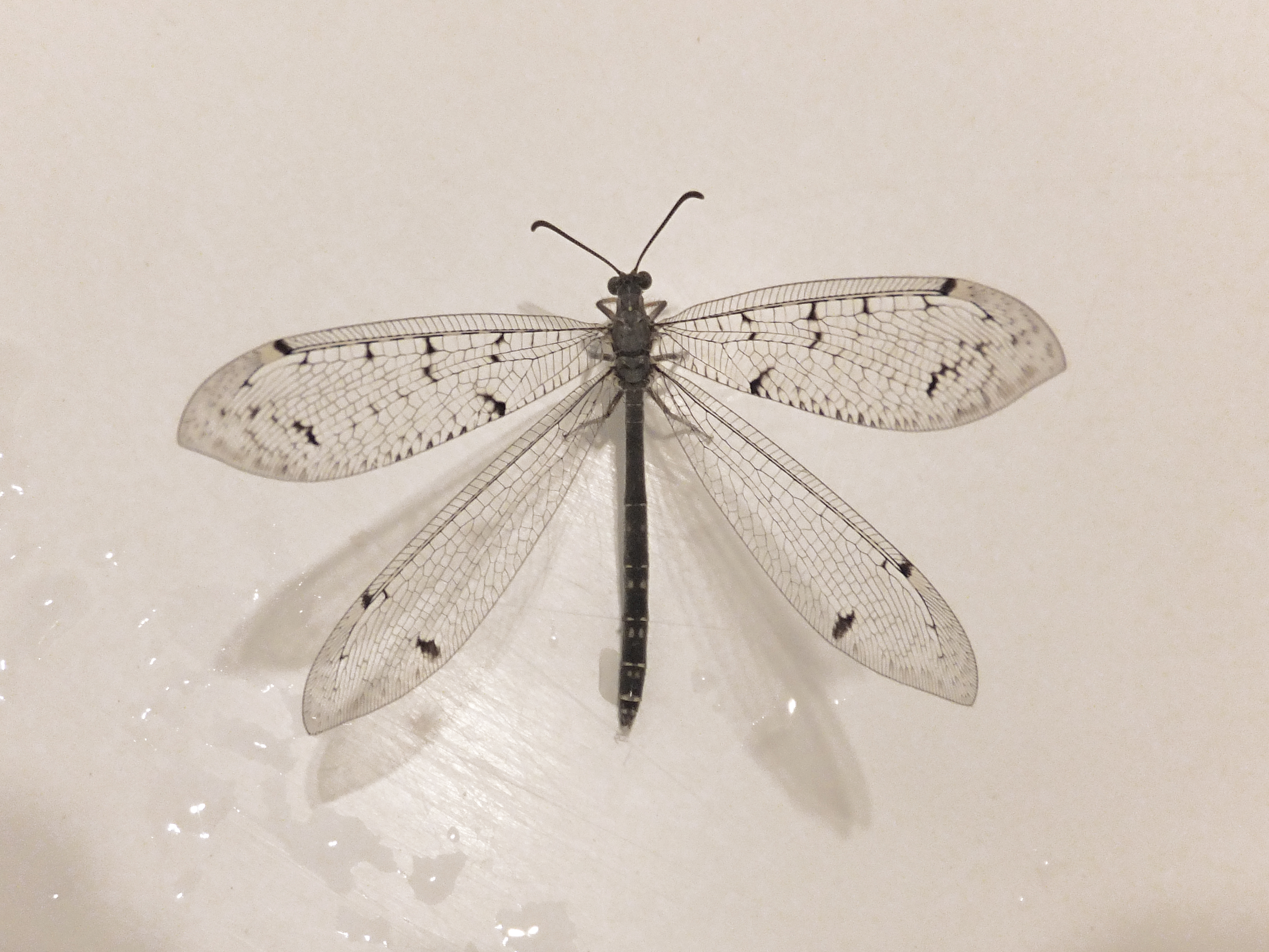
Distoleon tetragrammicus dell'ordine dei Neurotteri e della famiglia Myrmeleontidae.

L'addome è composto da 10 segmenti, con l'urite anale atrofizzato. Le femmine sono provviste di un ovopositore abbastanza sviluppato e di spermateca in cui vengono accettati gli spermatofori del maschio all'atto della riproduzione.

### Stadi giovanili

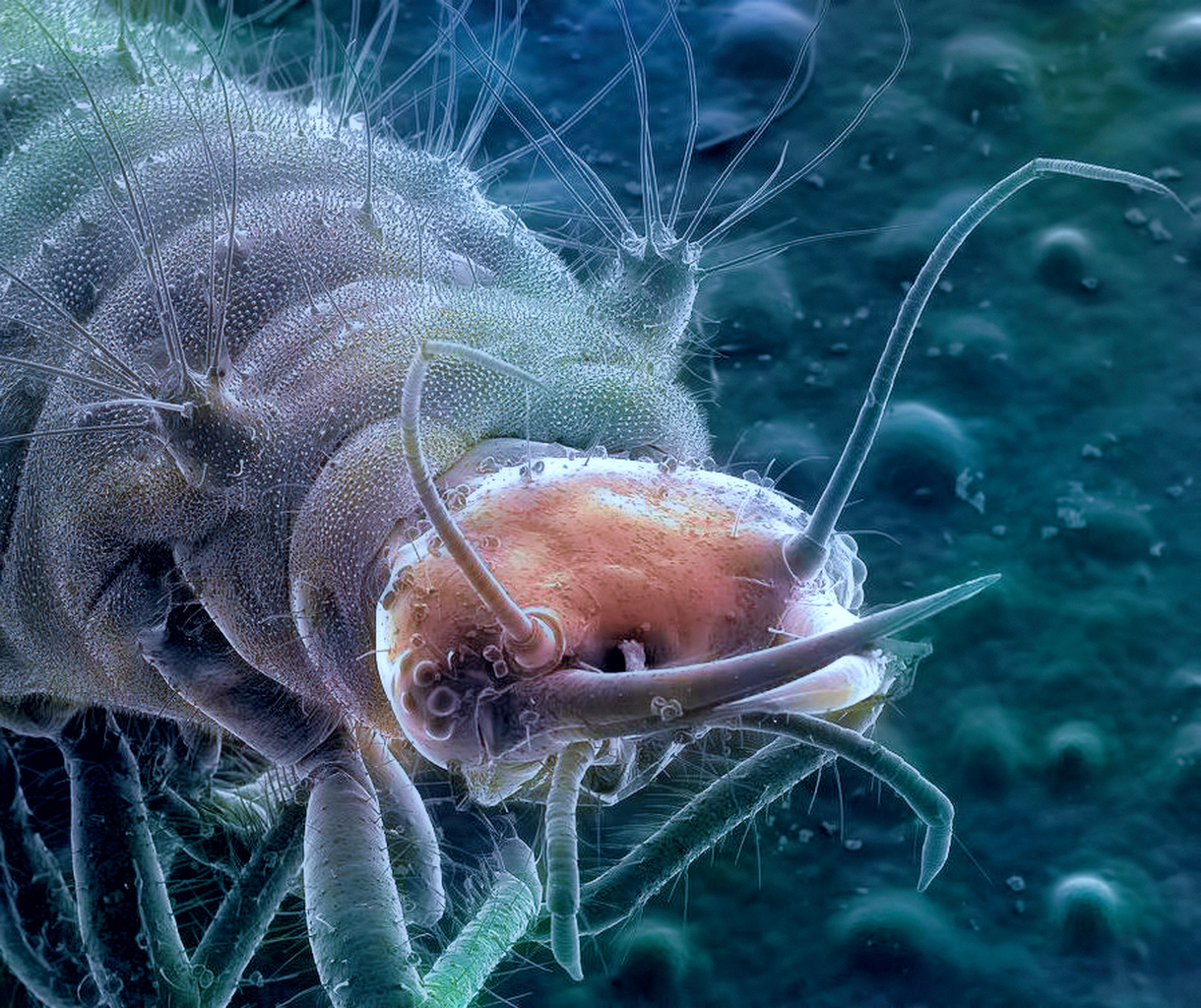
Larva di Neuroptera al microscopio.

Le larve possono avere varie forme, ma prevale il tipo campodeiforme. L'apparato boccale è masticatore tipico oppure pungente-succhiante. In questo caso l'apparato boccale è un drastico adattamento funzionale e morfologico del tipo masticatore: l'apertura boccale è chiusa; le mandibole sono sviluppate in lunghezza, sottili e arcuate, e sono percorse longitudinalmente da una doccia attraverso i quali vengono aspirati i liquidi interni delle prede. In alcuni Neurotteri le larve emettono seta dai tubi malpighiani, con la quale costruiscono un bozzolo per l'impupamento.
La pupa è exarata e dectica.

## Biologia

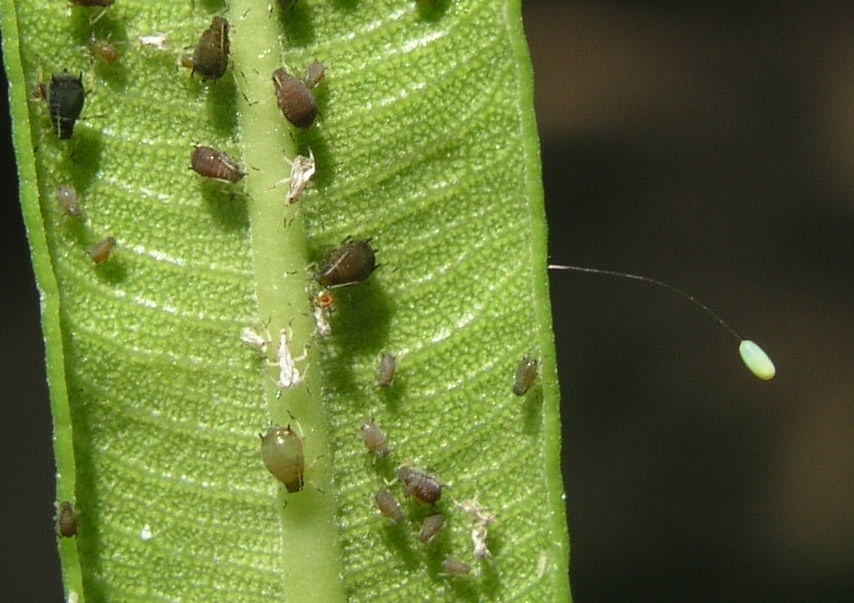
Il caratteristico uovo di un Crisopide, sostenuto da un esile filamento, deposto in prossimità di una colonia di Afidi.

Gli adulti sono predatori oppure hanno un regime dietetico vario, nutrendosi di liquidi zuccherini, di succhi vegetali, di polline e spore fungine. Hanno abitudini crepuscolari o notturne e sono mediocri volatori. Le larve sono terrestri o acquatiche e sono predatrici.
In generale i Neurotteri sono considerati insetti utili per la notevole attività predatoria nei confronti di insetti dannosi. In particolare, alcuni Crisopidi sono allevati e impiegati nella lotta biologica contro Afidi e Lepidotteri dannosi. Una particolarità dei Crisopidi è che possono essere allevati con relativa facilità anche a livello domestico con pochi mezzi.

## Sistematica
L'Ordine è presente sulla Terra dal Permiano inferiore e comprende, fra quelle esistenti, circa 4000 specie conosciute.
La sistematica dei Neurotteri è fra le più controverse nell'ambito degli Insecta. Lo schema adottato in questa sede segue l'impostazione di Guido Grandi, con l'identificazione del raggruppamento nel rango di ordine e la suddivisione nei due sottordini Megaloptera e Planipennia (Neurotteri propriamente detti).
Fra le classificazioni alternative più accreditate s'identifica il raggruppamento dei Neurotteri nel superordine Neuropteroidea Handlirsch, 1903 (syn. Neuropterida Whiting, Carpenter, Wheeler & Wheeler, 1977), che a sua volta si suddivide in tre ordini: Megaloptera, Planipennia e Raphidioptera, questi ultimi scorporati dai Megalotteri. Secondo uno schema differente, gli stessi sarebbero da considerarsi sottordini dell'ordine dei Neuroptera.